# Czwarty rząd Angeli Merkel
Czwarty rząd Angeli Merkel (niem. Kabinett Merkel IV) – rząd federalny Niemiec funkcjonujący od 14 marca 2018 do 8 grudnia 2021.
Gabinet zastąpił trzeci rząd Angeli Merkel. Został utworzony przez koalicję Unii Chrześcijańsko-Demokratycznej (CDU) i Unii Chrześcijańsko-Społecznej (CSU) z Socjaldemokratyczną Partią Niemiec (SPD). Powstał po wyborach parlamentarnych w Niemczech z września 2017.
Początkowo chadecy prowadzili rozmowy koalicyjne z Zielonymi i liberałami, których celem było stworzenie tzw. koalicji jamajskiej. Zostały one zakończone 20 listopada 2017 niepowodzeniem na skutek wycofania się ostatniego z ugrupowań. W rozmowy zaangażował się prezydent Frank-Walter Steinmeier. 12 stycznia 2018 chadecy i socjaldemokraci zadeklarowali rozpoczęcie formalnych negocjacji. Dziewięć dni później specjalna konferencja SPD wyraziła zgodę na rozmowy z CDU/CSU. 7 lutego ogłoszono osiągnięcie porozumienia pozwalającego na powołanie nowego rządu. Zostało ono zatwierdzone w głosowaniu wśród członków SPD – 4 marca upubliczniono wyniki, zgodnie z którymi 66% biorących udział w głosowaniu zaaprobowało odnowienie wielkiej koalicji. 12 marca CDU, CSU i SPD podpisały porozumienie koalicyjne. Kilka dni wcześniej zakończono kompletowanie składu gabinetu.
14 marca 2018 Bundestag zatwierdził powołanie Angeli Merkel na urząd kanclerza. Następnie dokonano zaprzysiężenia członków jej rządu.
8 grudnia 2021, po kolejnych wyborach z września 2021, gabinet został zastąpiony przez rząd Olafa Scholza

## Skład rządu
| Imię i nazwisko            | Funkcja                                                          | Partia | Partia                             | Czas pełnienia funkcji | Czas pełnienia funkcji |
| Imię i nazwisko            | Funkcja                                                          | Partia | Partia                             | Od                     | Do                     |
| -------------------------- | ---------------------------------------------------------------- | ------ | ---------------------------------- | ---------------------- | ---------------------- |
| Angela Merkel              | Kanclerz federalny                                               |        | Unia Chrześcijańsko-Demokratyczna  | 14 marca 2018(dts)     | 8 grudnia 2021(dts)    |
| Olaf Scholz                | Wicekanclerz                                                     |        | Socjaldemokratyczna Partia Niemiec | 14 marca 2018(dts)     | 8 grudnia 2021(dts)    |
| Olaf Scholz                | Minister finansów                                                |        | Socjaldemokratyczna Partia Niemiec | 14 marca 2018(dts)     | 8 grudnia 2021(dts)    |
| Heiko Maas                 | Minister spraw zagranicznych                                     |        | Socjaldemokratyczna Partia Niemiec | 14 marca 2018(dts)     | 8 grudnia 2021(dts)    |
| Horst Seehofer             | Minister spraw wewnętrznych, budownictwa i ojczyzny              |        | Unia Chrześcijańsko-Społeczna      | 14 marca 2018(dts)     | 8 grudnia 2021(dts)    |
| Katarina Barley            | Minister sprawiedliwości i ochrony konsumentów                   |        | Socjaldemokratyczna Partia Niemiec | 14 marca 2018(dts)     | 27 czerwca 2019(dts)   |
| Christine Lambrecht        | Minister sprawiedliwości i ochrony konsumentów                   |        | Socjaldemokratyczna Partia Niemiec | 27 czerwca 2019(dts)   | 8 grudnia 2021(dts)    |
| Peter Altmaier             | Minister gospodarki i klimatu                                    |        | Unia Chrześcijańsko-Demokratyczna  | 14 marca 2018(dts)     | 8 grudnia 2021(dts)    |
| Hubertus Heil              | Minister pracy i spraw społecznych                               |        | Socjaldemokratyczna Partia Niemiec | 14 marca 2018(dts)     | 8 grudnia 2021(dts)    |
| Julia Klöckner             | Minister rolnictwa i polityki żywnościowej                       |        | Unia Chrześcijańsko-Demokratyczna  | 14 marca 2018(dts)     | 8 grudnia 2021(dts)    |
| Ursula von der Leyen       | Minister obrony                                                  |        | Unia Chrześcijańsko-Demokratyczna  | 14 marca 2018(dts)     | 17 lipca 2019(dts)     |
| Annegret Kramp-Karrenbauer | Minister obrony                                                  |        | Unia Chrześcijańsko-Demokratyczna  | 17 lipca 2019(dts)     | 8 grudnia 2021(dts)    |
| Franziska Giffey           | Minister ds. rodziny, osób starszych, kobiet i młodzieży         |        | Socjaldemokratyczna Partia Niemiec | 14 marca 2018(dts)     | 20 maja 2021(dts)      |
| Christine Lambrecht        | Minister ds. rodziny, osób starszych, kobiet i młodzieży         |        | Socjaldemokratyczna Partia Niemiec | 20 maja 2021(dts)      | 8 grudnia 2021(dts)    |
| Jens Spahn                 | Minister zdrowia                                                 |        | Unia Chrześcijańsko-Demokratyczna  | 14 marca 2018(dts)     | 8 grudnia 2021(dts)    |
| Andreas Scheuer            | Minister transportu i infrastruktury cyfrowej                    |        | Unia Chrześcijańsko-Społeczna      | 14 marca 2018(dts)     | 8 grudnia 2021(dts)    |
| Svenja Schulze             | Minister środowiska, ochrony przyrody i bezpieczeństwa reaktorów |        | Socjaldemokratyczna Partia Niemiec | 14 marca 2018(dts)     | 8 grudnia 2021(dts)    |
| Anja Karliczek             | Minister edukacji i badań naukowych                              |        | Unia Chrześcijańsko-Demokratyczna  | 14 marca 2018(dts)     | 8 grudnia 2021(dts)    |
| Gerd Müller                | Minister ds. współpracy gospodarczej i rozwoju                   |        | Unia Chrześcijańsko-Społeczna      | 14 marca 2018(dts)     | 8 grudnia 2021(dts)    |
| Helge Braun                | Minister do zadań specjalnych                                    |        | Unia Chrześcijańsko-Demokratyczna  | 14 marca 2018(dts)     | 8 grudnia 2021(dts)    |
| Helge Braun                | Szef Urzędu Kanclerza Federalnego                                |        | Unia Chrześcijańsko-Demokratyczna  | 14 marca 2018(dts)     | 8 grudnia 2021(dts)    |